# 異丙苯氫過氧化物
異丙苯氫過氧化物是一种有机化合物，其示性式为C6H5C(CH3)2OOH。異丙苯氫過氧化物在常溫常壓下為一种油状液体，屬於有机氢过氧化物。 異丙苯氫過氧化物的分解产物是甲基苯乙烯、苯乙酮和2-苯基-2-丙醇。 
異丙苯氫過氧化物是通过用氧气处理异丙苯進行自氧化反应而产生的。在温度 >100 °C 时，氧气通过液态异丙苯的反應式如下： 
C
6H
5(CH
3)
2CH + O2 → C
6H
5(CH
3)
2COOH
过氧化二异丙苯是此反應中的一种副产物。

## 应用
異丙苯氫過氧化物是用苯和丙烯生产苯酚和丙酮的异丙苯法中的中间体。
異丙苯氫過氧化物是一种用于生产丙烯酸酯製程中的自由基引发剂。 
異丙苯氫過氧化物可作为有机过氧化物参与通过丙烯的環氧化生产环氧丙烷，而该化學反應技术由住友化学工业化。 
丙烯被異丙苯氫過氧化物氧化得到环氧丙烷和副产物2-苯基-2-丙醇。该反应遵循以下化学计量：
CH
3CHCH
2 + C
6H
5(CH
3)
2COOH → CH
3CHCH
2O + C
6H
5(CH
3)
2COH
2-苯基-2-丙醇脱水和氢化後可將異丙苯回收。

## 安全性
与所有有机过氧化物一样，異丙苯氫過氧化物具有潜在爆炸性。異丙苯氫過氧化物也具有毒性、腐蚀性、易燃性以及皮肤刺激性。